# Phycosoma flavomarginatum
Phycosoma flavomarginatum är en spindelart som först beskrevs av Friedrich Wilhelm Bösenberg och Embrik Strand 1906.  Phycosoma flavomarginatum ingår i släktet Phycosoma och familjen klotspindlar. Inga underarter finns listade i Catalogue of Life.